# Lymantria daraba
Lymantria daraba är en fjärilsart som beskrevs av Edward P. Wiltshire 1952. Lymantria daraba ingår i släktet Lymantria och familjen tofsspinnare. Inga underarter finns listade i Catalogue of Life.